# Erbilska citadela
Erbilska (Arbilska) citadela, citadela u Erbilu. Najveća je znamenitost grada Arbila. Uzdiže između 25 i 32 m iznad gradske doline, a njezin ovalni tlocrt od 430 x 340 m pokriva oko 102.000 m². Ovo brdo je nastalo još ranije kontinuiranom gradnjom i životom mnogih generacija na istom mjestu. Mnogi ga smatraju za najstarije urbano kontinuirano naseljeno područje na svijetu, zbog čega je upisano na UNESCO-ov popis mjesta svjetske baštine u Aziji 2014. god. Prema zapisima i ikonografskim povijesnim izvorima, na ovom mjestu se nalazilo važno asirsko političko i vjersko središte, Arbela. Citadela je potpuno opasana visokim stambenim zidom iz 19. stoljeća koji je izgrađen tako podsjeća na srednjovjekovnu utvrdu. Njegove ulice koje se šire u obliku lepeze potječu iz kasnog osmanskog razdoblja.